# Tenacious D, avagy a kerek rockerek
A Tenacious D, avagy a kerek rockerek (eredeti címe: Tenacious D in The Pick of Destiny) 2006-os amerikai filmvígjáték, amely a Tenacious D nevű comedy rock duó fiktív történetéről szól. A film írói és producerei a Tenacious D két tagja: Jack Black és Kyle Gass, a rendező és társíró pedig Liam Lynch. Annak ellenére, hogy egy létező együttesről szól a film, maga a cselekmény a duó fiktív történetéről szól, amely az 1990-es években játszódik.
Míg a film eleinte bukásnak számított, az évek során kultikus státuszt ért el.

## Cselekmény
JB (Jack Black) elszökik vallásos családjától Hollywoodba, miután Dio megszólította öt, hogy megalapítsa „a világ legjobb rockegyüttesét”. Találkozik KG-vel (Kyle Gass), aki az utcán játszik, és elkezdi bálványozni őt, mint a "rock istene". Megkéri, hogy tanítsa meg rockzenét játszani, de KG elutasítja. Éjszaka JB egy padon ülve szomorkodik, majd megverik. KG megsajnálja őt és beleegyezik, hogy megtanítja. KG elhiteti JB-vel, hogy híres, és van saját együttese, „The Kyle Gass Project” néven. Ezután kihasználja őt azzal, hogy mindenféle dologra utasítja, például az otthona kitakarítására és fű vásárlására (miközben azt ígérgeti, hogy csatlakozhat a kitalált együtteséhez). JB végül megtudja, hogy KG voltaképpen munkanélküli és a szüleivel él. KG megbocsátásként egy új gitárt ad JB-nek, így megalapítják saját zenekarukat, a Tenacious D-t.
Hamarosan mindketten megtanulják a rock legnagyobb titkát: az összes rocklegenda ugyanazt a pengetőt használta, a „Végzet Pengetőjét” („The Pick of Destiny”), amely természetfeletti erővel rendelkezik. JB és KG elhatározzák, hogy ellopják a Pengetőt a rockmúzeumból. Sikerül nekik, és azt tervezik, hogy beneveznek a helyi bár tehetségkutatójára. Igen ám, de mielőtt a színpadra mennének, elkezdenek vitatkozni, melyikük használja előbb a Pengetőt, melynek során véletlenül kettétörik azt. A bár tulajdonosa meggyőzi őket, hogy a Pengető nélkül induljanak a versenyen. A tulajdonosról ezután kiderül, hogy a Sátán az, emberi formában. Visszahelyezi a Pengetőt a fogára, így újból teljes. Természetfeletti erőt szerez és a Tenacious D-t teszi meg első áldozatainak.
A duó végül kihívja egy versenyre a Sátánt, melyet ők nyernek meg. A film végén a Sátán vízipipává változik, amelyből az együttes tagjai szívnak, miközben új dalokat írnak.

## Szereplők
| Szerep                                 | Színész                      | Szinkronhang         |
| -------------------------------------- | ---------------------------- | -------------------- |
| JB                                     | Jack Black                   | Kálloy Molnár Péter  |
| KG                                     | Kyle Gass                    | Csuja Imre           |
| Lee                                    | JR Reed                      | Rába Roland          |
| Dio                                    | Ronnie James Dio             |                      |
| Műsorvezető                            | Paul F. Tompkins             | Holl Nándor          |
| JB gyerekként                          | Troy Gentile                 |                      |
| Biztonsági őr                          | Ned Bellamy                  | Seress Zoltán        |
| Biztonsági őr                          | Fred Armisen                 | Fekete Zoltán        |
| Rendőr az autósüldözésnél / Bandavezér | Kirk Ward                    |                      |
| Pincérnő a kamionos megállóban         | Amy Poehler                  | Bánfalvi Eszter      |
| Az idegen                              | Tim Robbins                  | Szabó Sipos Barnabás |
| Sátán                                  | David Grohl                  |                      |
| Gitáros fickó                          | Ben Stiller                  | Lippai László        |
| Csaj                                   | Lara Everly                  |                      |
| Csaj                                   | Brittany Eldridge            |                      |
| Csaj                                   | Melissa-Anne Davenport       |                      |
| Bandatag                               | John Ennis                   |                      |
| Bandatag                               | V.J. Foster                  |                      |
| Bandatag                               | Jay Johnston                 |                      |
| DJ                                     | Christopher 'C. Minus' Rivas |                      |
| Részeg barátkozó srác                  | Colin Hanks                  |                      |
| Pincérnő Al Bárjában                   | Stephanie Erb                |                      |
| Bombázó nő                             | Amy Adams                    |                      |
| Tetoválásos motoros                    | Milos Milicevic              |                      |
| Elragadtatott nő                       | Molly Bryant                 |                      |
| Szaros fickó                           | Michael Rivkin               |                      |
| Stand-up komikus                       | Neil Hamburger               |                      |
| Felrobbanó fejű fickó                  | Patrick M. Walsh             |                      |
| Félénk nő                              | Bevin Kaye                   |                      |
| KG anyja                               | Evie Peck                    |                      |
| Fiatal KG                              | Mason Knight                 |                      |
| Erőszakos fickó                        | Erik Walker                  |                      |
| Erőszakos fickó                        | Dean Marchiano               |                      |
| Betty Black                            | Cynthia Ettinger             |                      |
| Billy Black                            | Andrew Lewis Caldwell        |                      |
| Tarotkártyás nő                        | Laura Milligan               |                      |
| Boltos                                 | David Koechner               |                      |
| Másik barátkozó srác                   | David Krumholtz              |                      |
| Bud Black                              | Meat Loaf                    |                      |
| Férfi a koncerten                      | David Pearl                  |                      |
| Jeti                                   | John C. Reilly               | Scherer Péter        |

## Fogadtatás
A Rotten Tomatoes oldalán 52%-ot ért el, 124 kritika alapján, és 5.60 pontot szerzett a tízből. A Metacritic honlapján 55%-ot ért el, emiatt "átlagosnak" számít.
Michael Phillips kritizálta a drogfogyasztás gyakoriságát. 
A The New York Times kritikusa, Stephen Holden azt állította, hogy a film ugyan felfogható "vicces rock'n'roll vígjátéknak", ugyanakkor "zavarosnak" nevezte a film előrehaladását.

## Promóció
A Tenacious D több műsorban is beharangozta a filmet, például a Saturday Night Live-ban, a Spike Video Game Awards díjátadó gáláján, a The David Letterman Show-ban, az American Music Awards díjátadó gáláján, a Late Night with Conan O'Brien-ben, a Friday Night with Jonathan Ross-ban, illetve a The Howard Stern Show-ban, a The British Comedy Awards díjátadó gáláján és a The Daily Show with Jon Stewart-ban is.

## Turné
Az együttes turnéra indult a film és a soundtrack album reklámozása érdekében 2006. november 11.-én. A turné 2007. február 21.-én fejeződött be. Észak-Amerikában, Európában és Ausztráliában léptek fel.

## Média
A film 2007. február 27.-én jelent meg DVD-n. Japánban 2008. július 26.-án jelent meg, a "deluxe" verzióhoz egy póló is járt.
A film megjelenése előtt könyv is készült a cselekmény alapján.